# Nothohoraia micrognathia
Nothohoraia micrognathia är en tvåvingeart som beskrevs av Craig 1969. Nothohoraia micrognathia ingår i släktet Nothohoraia och familjen Blephariceridae. Inga underarter finns listade i Catalogue of Life.